# Dung lượng
Dung lượng (Disk Space) là lượng dữ liệu tối đa trong một bộ nhớ. Do đó, dữ liệu càng nhiều tương ứng với dung lượng Hosting càng lớn. Dung lượng lưu trữ nhiều hay ít là tùy thuộc vào gói Hosting mà bạn lựa chọn.
Disk Space liên quan đến server Hosting. Thông thường, nếu là ổ đĩa máy tính cá nhân sẽ gọi là ổ cứng chứ không phải Disk Space. Bạn có thể dùng Disk Space để tải hình ảnh, tài liệu, video,… lên website của mình. Disk Space thường được tính bằng MB, GB hoặc TB. Sau đây là bảng quy đổi dung lượng lưu trữ: